# باربی جادوی دلفین
باربی جادوی دلفین یا باربی: جادوی دلفین (به انگلیسی: Barbie Dolphin Magic) فیلم پویانمایی تلویزیونی ماجراجویی به‌ کارگردانی کنراد هلتن و نویسندگی جنیفر اسکلی می‌باشد.
این سی و ششمین فیلم از مجموعهٔ باربی و پایلوت سریال تلویزیونی باربی: ماجراجویی خانهٔ رؤیایی می‌باشد.